# Château du Fleckenstein
Château du Fleckenstein er et slot i den franske kommune Lembach i departementet Bas-Rhin. Fæstningen, der blev bygget i samme form som en 52 m lang båd, har en lang historie. Det blev bygget på en sandsten i Middelalderen. Et sindrigt system til at samle regnvand driver en cisterne og et hejseværk, der flytter vand og andet til de øvre etager.

## Historie
Et slot på dette sted har været kendt siden 1165. Det er navngivet efter Fleckenstein-familien, der ejede det til den sidste mandlige arvings død i 1720, hvorefter blev det overgivet til Vitzthum d'Egersberg-familien. Den havde et herredømme, der dækkede fire små separate territorier i Bas-Rhin-departementet. I 1807 blev det overgivet til J.-L. Apffel og i 1812 til General Harty, friherre af Pierrebourg (fransk for Fleckenstein: stenby). I 1919 kom det i den franske stats eje.